# Symbiobacterium thermophilum
Espèce
Symbiobacterium thermophilum est une bactérie thermophile symbiotique qui ne peut croître qu'en co-culture avec une souche de Bacillus. C'est une bactérie à Gram négatif et tryptophanase-positive. La souche-type est dénommée T(T) (= IAM 14863T). Il s'agit de l'espèce-type de ce genre. Le genre Symbiobacterium est apparenté aux Bacillota et Actinomycetota à Gram positif, mais appartient à une lignée distincte des deux. L'espèce S. thermophilum a une structure cellulaire en forme de bacille dépourvu de flagelle. Cette bactérie est présente dans tous les environnements de type sols et les engrais.

## Taxonomie
Le nom correct complet (avec auteur) de ce taxon est Symbiobacterium thermophilum Ohno et al. 2000.

### Étymologie
L'étymologie de cette espèce Symbiobacterium thermophilum est la suivante : ther.mo’phi.lum. Gr. fem. adj. thermê, chaleur; N.L. adj. philus -a -um, ami, aimant; from Gr. adj. philos -ê -on, aimant; N.L. neut. adj. thermophilum, aimant la chaleur, fait référence aux températures élevées de la croissance optimale,. Le nouveau nom a été validé également en 2000 par l'ICSP et publié dans le journal IJSEM.

### Phylogénie
Lors de sa description, les analyses phylogénétiques des séquences de l'ARNr 16S de la souche type ont démontré que cette bactérie se situait dans une branche clairement distincte des autres. Parmi ces branches éloignées, celle des Fusbocaterium était la plus proche. La séquence de l'ARNr 16S de l'espèce Symbiobacterium turbinis est identique à 96,4 % de celle de S. thermophilum démontrant que ces deux bactéires sont des espèces distinctes mais du même genre. Le groupe de bactéries des Symbiobacterium représente un cluster au sein de l'ordre Clostridiales mais distinct des autres familles

## Structure cellulaire
Bien que la coloration de Gram de S. thermophilum montre un résultat négatif en laboratoire, il manque à cette dernière des protéines de biosynthèse membranaire typiques des Gram négatives, telles que la LPS:glycosyltransférase et les transporteurs de polysaccharides. Au lieu de cela, la structure cellulaire de S. thermophilum comprend les protéines STH61, 969, 1321, 2197, 2492 et 3168 qui sont associées aux bactéries contenant une couche S dans leur enveloppe cellulaire. La forme de bacille des cellules de S. thermophilum pourrait provenir du gène mreBCD (STH372-4), situé à côté du locus min. Bien qu'il n'ait pas de flagelles, le génome de S. thermophilum comprend un groupe de gènes de biosynthèse des flagelles. S. thermophilum produit des endospores dans certaines conditions spécifiques. Il existe moins de littérature scientifique sur la structure en forme de spore de S. thermophilum car c'est la forme la plus rare.

## Structure du génome
Son génome a été séquencé et a une taille de 3,57 Mbp, avec 3 338 gènes codant pour des protéines. Les caractéristiques de S. thermophilum telles que la production de tryptophanase et de β-tyrosinase, la structure de surface cellulaire et les résultats d'une coloration de Gram négative indiquent que la bactérie est Gram-négative. Cependant, la séquence du gène de l'ARNr 16S a conduit à l'analyse phylogénique complète de S. thermophilum, concluant qu'il était en fait un organisme Gram-positif. La teneur élevée en G+C (68,7 %) ainsi que les résultats de la coloration de Gram indiquent que S. thermophilum appartient au phylum Actinomyces, mais le génome et les protéines sont plus étroitement liés aux Firmicutes, un phylum Gram positif à faible teneur en G+C. S. thermophilum défie en outre la connaissance selon laquelle les gènes formant des endospores sont uniques au groupe Bacillus-Clostridium, montrant des gènes impliqués dans la formation d'endospores. Le séquençage des protéines a prouvé des rôles biologiques dans 2 082 des 3 338 CDS. Le génome de S. thermophilum n'est même pas partiellement similaire aux autres génomes procaryotes séquencés à ce stade, comme l'indique une recherche de matrice de similarité CDS.

## Croissance
S. thermophilum dépend d'autres souches de Bacillus pour se développer, dans un mécanisme de co-culture. Ceci est connu sous le nom de commensalisme microbien et se produit souvent dans les composts,. S. thermophilum est l'une des nombreuses cultures bactériennes issues des dérivés du compost. Dans des conditions optimales, le taux de croissance est maximal à 5x108 cellules/mL.

## Métabolisme
S. thermophilum utilise la branche non oxydante de la voie glycolytique des pentoses-phosphates pour son métabolisme. Bien qu'il n'utilise pas la voie Entner-Doudoroff et qu'il soit dépourvu d'enzymes dégradant la cellulose et l'amylose, il possède les gènes et la capacité de métaboliser le glycérol, le gluconate, le cellobiose, la N-acétylgalactosamine, la tyrosine et le tryptophane. S. thermophilum contient des gènes pour les ferredoxine-oxydoréductases, le pyruvate et le 2-oxoacide. S. thermophilum n'a pas les gènes pour la biosynthèse de la méthionine et de la lysine mais possède les enzymes qui sont utilisées pour biosynthétiser les acides aminés.

## Respiration
La variété d'enzymes respiratoires possédées par S. thermophilum permet à la bactérie de se développer dans des conditions aérobies et anaérobies. La capacité de croissance dans des conditions aérobies et anaérobies est indiquée par la présence à la fois de glycérol-3-phosphate déshydrogénase aérobie et de glycérol-3-phosphate déshydrogénase anaérobie. La présence du groupe de gènes Nap nitrate réductase et de la Nar nitrate réductase suggère que S. thermophilum utilise la respiration des nitrates.

## Habitat
En raison de la nature thermophile de S. thermophilum, les zones idéales pour la survie des bactéries seraient celles qui ont des températures élevées et sont denses en nutriments. Les habitats les plus adaptés pour S. thermophilum seraient dans le tractus intestinal des animaux et aussi dans les composts. En effet, ces deux zones contiennent les éléments essentiels à la survie des bactéries.

## Répartition et diversité
S. thermophilum est une bactérie largement répandue dans l'environnement. On la trouve dans de nombreux types de sols et d'engrais contenant des excréments d'animaux, ainsi que dans les intestins des animaux et dans les aliments donnés aux animaux. Pour déterminer la distribution de S. thermophilum, des tests ont été effectués pour vérifier la croissance de la bactérie et si l'élément testé contenait ou non de la tryptophanase.
Dans une étude réalisée au Département des sciences biologiques appliquées de l'Université Nihon (Fujisawa, Japon), il y avait un échantillon aléatoire de Symbiobacterium qui a été cloné et il a déterminé que sur les 31 échantillons prélevés, 16 des cas ont montré que l'échantillon avait une structure génétique plus diversifiée, alors que les 15 autres échantillons avaient une structure génétique moins diversifiée, ce qui montre que les génomes étaient presque identiques à celui de S. thermophilum.